# OHADA
OHADA (fr. Organisation pour l’harmonisation en Afrique du droit des affaires – Organizacja dla Harmonizacji Prawa Afrykańskiego) to afrykańska wspólnota 17 państw, która za cel stawia sobie integrację regionalną oraz rozwój ekonomiczny tego kontynentu. Drogą do tego ma być harmonizacja prawa gospodarczego.
OHADA powstała na mocy traktatu z 17 października 1993 roku podpisanego w Port-Louis (Mauritius).
OHADA zapewnia swoim państwom członkowskim nowoczesne, elastyczne i rzetelne prawo gospodarcze, które jest dostosowane do sytuacji ekonomicznej każdego z tych krajów. OHADA jest wspólnotą nadrzędną wobec państw członkowskich, a jej akty prawne są wydawane w zgodzie z zasadą bezpośredniej skuteczności.

## Państwa członkowskie
OHADA obejmuje 17 afrykańskich państw:
- Benin
- Burkina Faso
- Czad
- Demokratyczna Republika Konga
- Gabon
- Gwinea
- Gwinea Bissau
- Gwinea Równikowa
- Kamerun
- Komory
- Kongo
- Mali
- Niger
- Republika Środkowoafrykańska
- Senegal
- Togo
- Wybrzeże Kości Słoniowej

Zgodnie z art. 53 traktatu ustanawiającego OHADA, członkiem OHADA może zostać każde państwo członkowskie Unii Afrykańskiej.

## Instytucje
OHADA składa się z czterech instytucji:
- Rada Ministrów Sprawiedliwości i Finansów (ciało ustawodawcze); na jej czele stoi Prezydent. Od marca 2003 jest to Honorine Dossou Naki, minister sprawiedliwości Gabonu
- Powszechny Sąd Sprawiedliwości i Arbitrażu, z siedzibą w Abidjan (Wybrzeże Kości Słoniowej); na jego czele stoi Prezydent – Seydou Ba
- Stały Sekretariat, z siedzibą w Yaounde (Kamerun); na jego czele stoi Stały Sekretarz Lucien K. Johnson
- Regionalna Szkoła Sądownicza, usytuowana w Porto Novo (Benin), a połączona administracyjnie ze Stałym Sekretariatem; na jej czele stoi Dyrektor Generalny Timothee Some

## Prawo gospodarcze
Poniższe teksty składają się na reguły regulujące gospodarkę. Zostały one już zaadaptowane przez Radę Ministrów.
- Ogólne prawo handlowe (weszło w życie 1.01.1998 roku)
- Prawo spółek oraz reguły prawne dotyczące różnych typów joint venture
- Prawa dotyczące bezpiecznych transakcji (gwarancje i zabezpieczenia)
- Odzyskiwanie wierzytelności oraz prawo wykonawcze (weszło w życie 10.07.1998 roku)
- Prawo upadłościowe (weszło w życie 1.01.1999 roku)
- Prawo arbitrażowe (weszło w życie 1.01.1999 roku)
- Prawo księgowe (weszło w życie w dwóch turach: 1.01.2001 oraz 1.01.2002)
- Prawo regulujące kontrakty dotyczące tranzytu dóbr (weszło w życie 1.01.2004 roku)

Kolejne regulacje prawne, które OHADA chce zharmonizować to prawo pracy oraz prawo konsumenckie.